# Bộ Thủy lợi (Trung Quốc)
Bộ Thủy lợi Cộng hòa Nhân dân Trung Hoa (tiếng Trung: 中华人民共和国水利部, gọi tắt: 水利部, tên tiếng Anh là Ministry of Water Resources nên có người dịch là Bộ Tài nguyên nước) là một cơ quan cấp bộ trực thuộc Quốc vụ viện Cộng hòa Nhân dân Trung Hoa phụ trách quản lý tài nguyên nước, thủy lợi toàn bộ Trung Quốc. Bộ Thủy lợi được thành lập vào tháng 10 năm 1949, đây là một trong những cơ quan Quốc vụ viện được thành lập sớm nhất ở Cộng hòa Nhân dân Trung Hoa và đã trải qua nhiều cải cách.

## Lịch sử

### Thời kỳ đầu
Tháng 10 năm 1949, sau khi Mao Trạch Đông tuyên bố, Cộng hòa Nhân dân Trung Hoa ra đời, các cơ quan trong đó có Bộ Thủy lợi Chính phủ Nhân dân Trung ương (中央人民政府水利部) được thành lập. Tháng 9 năm 1954, cơ quan này được đổi thành Bộ Thủy lợi Cộng hòa Nhân dân Trung Hoa. Ngày 11 tháng 2 năm 1958, Bộ Thủy lợi hợp nhất với Bộ Công nghiệp Điện lực (电力工业部) để tạo thành Bộ Thủy lợi và Điện lực Cộng hòa Nhân dân Trung Hoa (中华人民共和国水利电力部). Vào ngày 23 tháng 2 năm 1979, Trung ương được quyết định tách Bộ Thủy lợi và Bộ Công nghiệp Điện lực độc lập. Năm 1982, kế hoạch cải cách thể chế của Quốc vụ viện một lần nữa sáp nhập Bộ Tài nguyên nước và Bộ Công nghiệp Điện lực và thành lập Bộ Thủy lợi và Điện lực lần thứ hai. Đến năm 1988, Bộ Thủy lợi thêm một lần nữa được tách ra, khôi phục chính thức vào ngày 27 tháng 4 cùng năm. Bộ Thủy lợi có hai lần được sáp nhập vài hai lần tách độc lập.

### Tái cơ cấu
Ngày 17 tháng 3 năm 2018, Kỳ họp thứ nhất Nhân Đại khóa XIII đã thông qua Quyết định về Chương trình cải cách thể chế của Quốc vụ viện và thông qua Chương trình cải cách thể chế của Quốc vụ viện. Phương án quy định tổ chức lại cơ cấu, kế hoạch quy định tối ưu hóa trách nhiệm của Bộ Thủy lợi. Ủy ban Xây dựng Dự án Tam Hiệp Quốc vụ viện (国务院三峡工程建设委员会), Ủy ban Xây dựng Dự án Chuyển nước Nam Bắc Quốc vụ viện (国务院南水北调工程建设委员会) cùng các cơ quan liên quan của hai đơn vị này được sáp nhập vào Bộ Thủy lợi. Vào ngày 31 tháng 8 năm 2020, theo Ý kiến thực hiện của Ủy ban Phát triển và Cải cách Quốc gia Trung Quốc về thúc đẩy toàn diện cải cách phân tách của các hiệp hội công nghiệp, thương mại và cơ quan hành chính (Phát Cải Thể Cải [2019] Số 1063), các doanh nghiệp nhà nước về thủy lợi Trung Quốc, hiệp hội ngành hàng về tài nguyên nước được tách ra khỏi Bộ Thủy lợi, đăng ký trực tiếp theo quy định của pháp luật, hoạt động độc lập, tách khỏi chức năng hành chính và không còn thành lập các đơn vị giám sát kinh doanh. Hủy bỏ các khoản chiếm dụng tài chính trực tiếp và hỗ trợ sự phát triển thông qua việc mua các dịch vụ của Quốc vụ viện.

## Vai trò và chức trách
Theo Quy định về trách nhiệm chính và biên chế của Bộ Thủy lợi Trung Quốc, đơn vị đảm nhận các chức năng sau:
1. Chịu trách nhiệm bảo đảm phát triển và sử dụng hợp lý tài nguyên nước. Xây dựng các kế hoạch và chính sách chiến lược về bảo tồn nước, soạn thảo các luật và quy định có liên quan, xây dựng các quy định của cơ quan ban ngành, tổ chức chuẩn bị các kế hoạch bảo vệ nguồn nước lớn như kế hoạch chiến lược tài nguyên nước quốc gia, kế hoạch tổng thể cho các sông hồ quan trọng do nhà nước xác định và kế hoạch kiểm soát lũ.
2. Chịu trách nhiệm về quy hoạch tổng thể và bảo vệ nguồn nước cho đời sống, sản xuất, kinh doanh và môi trường sinh thái. Tổ chức và thực hiện hệ thống quản lý tài nguyên nước chặt chẽ nhất, thực hiện giám sát và quản lý thống nhất tài nguyên nước, xây dựng kế hoạch cung cấp nước dài hạn và liên vùng, kế hoạch phân phối nước và giám sát việc thực hiện. Chịu trách nhiệm điều động tài nguyên nước trên các lưu vực sông quan trọng, các vùng và các dự án chuyển nước lớn. Tổ chức thực hiện cấp phép khai thác nước, hệ thống trình diễn thủy lợi, kiểm soát lũ và hướng dẫn phát triển sử dụng tài nguyên nước có ngân sách. Hướng dẫn cấp nước cho ngành thủy lợi và cấp nước địa phương.
3. Xây dựng hệ thống liên quan để xây dựng công trình thủy lợi và tổ chức thực hiện theo quy định, chịu trách nhiệm đề xuất quy mô đầu tư tài sản cố định công trình thủy lợi của Trung ương, phương hướng, bố trí cụ thể và tổ chức, hướng dẫn thực hiện, phê duyệt dự án đầu tư tài sản cố định trong phạm vi kế hoạch quốc gia và kế hoạch hàng năm trong phạm vi của Quốc vụ viện, đề xuất ý kiến về việc bố trí kinh phí cấp thủy lợi của Trung ương và chịu trách nhiệm giám sát, quản lý việc thực hiện dự án.
4. Hướng dẫn bảo vệ tài nguyên nước. Tổ chức lập và thực hiện phương án bảo vệ tài nguyên nước. Hướng dẫn bảo vệ nguồn nước sinh hoạt, hướng dẫn phát triển, sử dụng nước ngầm và quản lý, bảo vệ tài nguyên nước dưới đất. Tổ chức, hướng dẫn việc quản lý toàn diện các khu vực khai thác quá mức nước ngầm.
5. Chịu trách nhiệm bảo tồn nước. Xây dựng các chính sách bảo tồn nước, tổ chức lập các kế hoạch bảo tồn nước và giám sát việc thực hiện các chính sách đó,  tổ chức xây dựng các tiêu chuẩn liên quan. Tổ chức thực hiện các hệ thống quản lý như kiểm soát tổng lượng nước tiêu thụ, hướng dẫn và thúc đẩy việc xây dựng xã hội tiết kiệm nước.
6. Hướng dẫn công tác thủy văn. Chịu trách nhiệm quan trắc thủy văn, thủy lợi, xây dựng và quản lý mạng lưới trạm thủy văn quốc gia. Theo dõi sông, hồ, hồ chứa và nước ngầm, phát hành thông tin thủy văn và thủy lợi, dự báo tình báo và bản tin thủy lợi quốc gia. Tổ chức, thực hiện công tác điều tra, đánh giá tài nguyên nước, tài nguyên thủy điện và quan trắc, cảnh báo sớm tài nguyên nước mang theo quy định.
7. Hướng dẫn việc quản lý, bảo vệ và sử dụng toàn diện các công trình thủy lợi, vùng nước và đường bờ của chúng. Tổ chức và hướng dẫn xây dựng mạng lưới hạ tầng công trình thủy lợi. Hướng dẫn việc quản lý, phát triển và bảo vệ các sông, hồ và cửa sông xung yếu. Hướng dẫn công tác bảo vệ và phục hồi sinh thái sông hồ, quản lý dòng chảy và nước sinh thái sông hồ, công tác đấu nối hệ thống nước sông hồ.
8. Hướng dẫn, kiểm tra việc xây dựng và quản lý vận hành các công trình thủy lợi. Tổ chức, thực hiện việc xây dựng và quản lý vận hành các công trình thủy lợi quan trọng có kiểm soát trên phạm vi vùng và các sông. Tổ chức đề xuất và phối hợp thực hiện các chính sách, biện pháp có liên quan để vận hành Dự án Tam Hiệp, vận hành Dự án Chuyển hướng nước Nam Bắc và quá trình xây dựng tiếp theo của dự án, hướng dẫn và giám sát việc vận hành an toàn công trình, tổ chức công tác nghiệm thu dự án có liên quan, giám sát và hướng dẫn xây dựng các dự án hỗ trợ tại địa phương.
9. Chịu trách nhiệm bảo tồn nước và đất. Lập các kế hoạch bảo tồn nước và đất và giám sát việc thực hiện, tổ chức và thực hiện toàn diện công tác phòng chống và kiểm soát xói mòn đất, giám sát và dự báo và thông báo thường xuyên. Chịu trách nhiệm giám sát, quản lý bảo tồn nước và đất của các dự án xây dựng, hướng dẫn thực hiện các dự án xây dựng trọng điểm về bảo tồn đất và nước.
10. Hướng dẫn công tác bảo vệ nguồn nước nông thôn. Tổ chức xây dựng và cải tạo các công trình thủy lợi, tiêu úng quy mô lớn và vừa. Hướng dẫn xây dựng và quản lý các công trình nước sạch nông thôn, hướng dẫn các công việc liên quan đến tưới tiết kiệm nước. Phối hợp công việc bảo tồn nước trong các khu vực mục vụ. Hướng dẫn cải cách và đổi mới công trình thủy lợi nông thôn và xây dựng hệ thống dịch vụ xã hội. Hướng dẫn phát triển nguồn thủy điện nông thôn, chuyển đổi thủy điện nhỏ, điện khí hóa thủy điện nông thôn.
11. Hướng dẫn việc quản lý tái định cư các dự án công trình thủy lợi. Soạn thảo và giám sát việc thực hiện chính sách tái định cư đối với các dự án thủy lợi và tổ chức thực hiện hệ thống nghiệm thu, giám sát và đánh giá tái định cư đối với các dự án thủy lợi. Hướng dẫn và giám sát việc thực hiện các chính sách hỗ trợ sau tái định cư hồ chứa, điều phối và giám sát công tác hỗ trợ sau xuất hiện của Dự án Tam Hiệp và Dự án Chuyển nước Nam Bắc, phối hợp xúc tiến hỗ trợ đối ứng.
12. Chịu trách nhiệm điều tra và xử lý các vi phạm lớn liên quan đến nước, điều phối và phân xử các tranh chấp về nước giữa các tỉnh, khu tự trị, thành phố trực thuộc Trung ương, hướng dẫn giám sát quản lý nước và thực thi pháp luật về quản lý nước. Chịu trách nhiệm về sản xuất an toàn của ngành thủy lợi theo quy định của pháp luật và tổ chức hướng dẫn việc giám sát an toàn hồ chứa, đập thủy điện và thủy điện nông thôn. Hướng dẫn giám sát, quản lý thị trường xây dựng công trình thủy lợi, tổ chức và thực hiện việc giám sát xây dựng công trình thủy lợi.
13. Thực hiện công tác khoa học, công nghệ và đối ngoại về thủy lợi. Tổ chức, thực hiện công tác giám sát chất lượng ngành thủy lợi, xây dựng tiêu chuẩn, quy chuẩn kỹ thuật ngành thủy lợi và giám sát việc thực hiện. Xử lý các vấn đề đối ngoại liên quan đến sông ngòi quốc tế.
14. Chịu trách nhiệm thực hiện các yêu cầu liên quan của kế hoạch tổng thể phòng chống và giảm nhẹ thiên tai, tổ chức biên soạn các phương án, tiêu chuẩn bảo vệ và hướng dẫn thực hiện các phương án phòng chống lụt, hạn và thiên tai. Đảm nhận công tác quan trắc và cảnh báo sớm về nước và hạn hán. Tổ chức lập các sông, hồ và các công trình nước đầu mối phục vụ công tác phòng, chống lũ, lụt, hạn hán và các phương án điều độ nước khẩn cấp, trình duyệt theo thủ tục và tổ chức thực hiện. Thực hiện hỗ trợ kỹ thuật phòng chống lụt bão và ứng cứu khẩn cấp. Đảm nhận các công việc điều động kỹ thuật đường thủy quan trọng trong thời gian phòng chống bão.
15. Hoàn thành các nhiệm vụ khác do Trung ương Đảng và Quốc vụ viện giao.

## Cơ cấu tổ chức
Cơ cấu tổ chức các đơn vị trực thuộc, phụ thuộc của Bộ Thủy lợi:

### Đơn vị nội bộ
- Sảnh Văn phòng (办公厅)
- Ty Quy hoạch (规划计划司)
- Ty Chính sách và Quy định (政策法规司)
- Ty Tài chính (财务司)
- Ty Nhân sự (人事司)
- Ty Quản lý tài nguyên nước (水资源管理司)
- Văn phòng Bảo tồn Nước toàn quốc (全国节约用水办公室)
- Ty Kiến trúc công trình thủy lợi (水利工程建设司)
- Ty Quản lý Vận hành (运行管理司)
- Ty Quản lý Sông và Hồ (河湖管理司)
- Ty Bảo tồn Nước và Đất (水土保持司)
- Ty Thủy điện Nông thôn (农村水利水电司)
- Ty Tái định cư hồ chứa (水库移民司)
- Ty Giám sát (监督司)
- Ty Phòng chống thiên tai lũ lụt, hạn hán (水旱灾害防御司)
- Ty Thủy văn (水文司)
- Ty Quản lý dự án Tam Hiệp (三峡工程管理司)
- Ty Quản lý dự án chuyển hướng nước Nam Bắc (南水北调工程管理司)
- Ty Quản lý chuyển nước (调水管理司)
- Ty Hợp tác Quốc tế và Khoa học công nghệ (国际合作与科技司)
- Đảng ủy Bộ (机关党委)
- Cục Cán bộ hưu trí (离退休干部局)

### Cơ quan điều phối
- Ủy ban Thủy lợi Dương Tử (长江水利委员会, cấp phó bộ)
- Ủy ban Thủy lợi Hoàng Hà (黄河水利委员会, cấp phó bộ)
- Ủy ban Thủy lợi Hoài Hà (淮河水利委员会, cấp phó bộ)
- Ủy ban Thủy lợi Hải Hà (海河水利委员会, cấp sảnh)
- Ủy ban Thủy lợi Châu Giang (珠江水利委员会, cấp phó bộ)
- Ủy ban Thủy lợi Tùng Liêu (松辽水利委员会, cấp phó bộ)
- Cục Quản lý lưu vực Thái Hồ (太湖流域管理局, cấp sảnh)

### Các cơ quan liên kết
- Cục Kinh doanh (水利部综合事业局)
- Trung tâm Thông tin (水利部信息中心)
- Cục Quản lý Quy hoạch và Thiết kế chuyển nước Nam Bắc (南水北调规划设计管理局)
- Cục Dịch vụ (机关服务局)
- Viện Quy hoạch và Thiết kế thủy lợi, thủy điện (水利水电规划设计总院)
- Viện Nghiên cứu Thủy điện và Thủy điện Trung Quốc (水利水电科学研究院)
- Trung tâm Tin tức (水利部新闻宣传中心)
- Thông tấn xã Thủy lợi (中国水利报社)
- Trung tâm Nghiên cứu phát triển (发展研究中心)
- Trung tâm Phát triển Thủy lợi và Thoát nước (中国灌溉排水发展中心)
- Trung tâm Quản lý Chất lượng và An toàn xây dựng (建设管理与质量安全中心)
- Trung tâm Dự toán ngân sách (预算执行中心)
- Trung tâm Quản lý Tài nguyên nước (水资源管理中心)
- Trung tâm Nghiên cứu Chính sách và Công nghệ dự án chuyển nước Nam Bắc (南水北调工程政策及技术研究中心)
- Trung tâm Giám sát thi công công trình chuyển nước Nam Bắc (南水北调工程建设监管中心)
- Trung tâm Quản lý thiết kế công trình chuyển nước Nam Bắc (南水北调工程设计管理中心)
- Cục quản lý xây dựng công trình đường trung chuyển nước Nam Bắc (南水北调中线干线工程建设管理局)
- Viện Nghiên cứu thủy lực Nam Kinh (南京水利科学研究院)
- Trung tâm Thủy điện nhỏ Quốc tế (国际小水电中心)
- Trung tâm Quản lý Dự án bảo tồn nước Tiểu Lãng Để (小浪底水利枢纽管理中心)
- Viện Điều dưỡng Suối nước nóng Tam Hiệp (三门峡温泉疗养院)
- Bảo tàng Thủy lợi Trung Quốc (中国水利博物馆)
- Trung tâm Tư vấn quản lý xuất nhập cảnh (移民管理咨询中心)
- Nhà xuất bản Điện lực thủy lợi (中国水利水电出版社)
- Hiệp hội Kỹ thuật Thủy lợi Trung Quốc (中国水利学会)

## Thế hệ lãnh đạo
Thủ trưởng của Bộ Thủy lợi qua các thời kỳ sáp nhập, chuyển giao cùng Bộ Điện lực từ khi Cộng hòa Nhân dân Trung Hoa được thành lập năm 1949:
| Thứ tự                                                        | Thủ trưởng                                          | Sinh                                                | Nhiệm kỳ                                            | Công tác về sau                                     |
| Bộ trưởng Bộ Thủy lợi Chính phủ Nhân dân Trung ương           | Bộ trưởng Bộ Thủy lợi Chính phủ Nhân dân Trung ương | Bộ trưởng Bộ Thủy lợi Chính phủ Nhân dân Trung ương | Bộ trưởng Bộ Thủy lợi Chính phủ Nhân dân Trung ương | Bộ trưởng Bộ Thủy lợi Chính phủ Nhân dân Trung ương |
| ------------------------------------------------------------- | --------------------------------------------------- | --------------------------------------------------- | --------------------------------------------------- | --------------------------------------------------- |
| 1                                                             | Phó Tác Nghĩa                                       | 1895 – 1974                                         | 10/1949 – 09/1954                                   | Phó Chủ tịch Chính Hiệp                             |
| Bộ trưởng Bộ Thủy lợi Cộng hòa Nhân dân Trung Hoa             |                                                     |                                                     |                                                     |                                                     |
| 1                                                             | Phó Tác Nghĩa                                       | 1895 – 1974                                         | 09/1954 – 02/1958                                   |                                                     |
| Bộ trưởng Bộ Thủy lợi và Điện lực Cộng hòa Nhân dân Trung Hoa |                                                     |                                                     |                                                     |                                                     |
| 1                                                             | Phó Tác Nghĩa                                       | 1895 – 1974                                         | 02/1958 – 10/1972                                   |                                                     |
| 2                                                             | Trương Văn Bích                                     | 1910 – 2008                                         | 10/1972 – 01/1975                                   |                                                     |
| 3                                                             | Tiền Chính Anh (nữ)                                 | 1923                                                | 01/1975 – 02/1979                                   | Phó Chủ tịch Chính Hiệp                             |
| Bộ trưởng Bộ Thủy lợi Cộng hòa Nhân dân Trung Hoa             |                                                     |                                                     |                                                     |                                                     |
| 3                                                             | Tiền Chính Anh (nữ)                                 | 1923                                                | 02/1979 – 03/1982                                   |                                                     |
| Bộ trưởng Bộ Thủy lợi và Điện lực Cộng hòa Nhân dân Trung Hoa |                                                     |                                                     |                                                     |                                                     |
| 3                                                             | Tiền Chính Anh (nữ)                                 | 1923                                                | 03/1982 – 04/1988                                   |                                                     |
| Bộ trưởng Bộ Thủy lợi Cộng hòa Nhân dân Trung Hoa             |                                                     |                                                     |                                                     |                                                     |
| 4                                                             | Dương Chấn Hoài                                     | 1928                                                | 04/1988 – 03/1993                                   |                                                     |
| 5                                                             | Nữu Mậu Sinh                                        | 1939                                                | 03/1993 – 04/1998                                   |                                                     |
| 6                                                             | Uông Thứ Thành                                      | 1941                                                | 04/1998 –04/2007                                    |                                                     |
| 7                                                             | Trần Lôi                                            | 1954                                                | 04/2007 – 03/2018                                   |                                                     |
| 8                                                             | Ngạc Cánh Bình                                      | 1956                                                | 03/2018 – 02/2021                                   |                                                     |
| 9                                                             | Lý Quốc Anh                                         | 1963                                                | 02/2021 – nay                                       |                                                     |